# IV. Frigyes osztrák herceg
IV. (Ürestarisznyájú) Frigyes (?, 1382 – Innsbruck, 1439. június 24.) Hátsó-Ausztria hercege 1402-től és tiroli gróf 1406-tól III. Lipót legkisebb fiaként született.
Frigyes uralma Tirolban, Hátsó-Ausztriában, délnyugat-Németországban és Elzászban szétszóródott Habsburg területeken formálisan már 1402-ben megkezdődött. Később, 1406-ban, legidősebb bátyja, Vilmos, halála után, második bátyja, Lipót lett a család feje, aki Frigyest tette meg Tirol egyeduralkodójává. Majd 1411-ben, Lipót halála után, ő lett Felső-Ausztria ura is. Frigyes uralkodásának első éveire a kül- és belpolitikai konfliktusok nyomták rá a bélyegüket. 1406/07-ben szembe került a helyi nemesekkel és kompromisszumra kényszerült a svájci Appenzell függetlenségi mozgalmaival, amelyek 1411-ben megalapították a Régi Svájci Konföderációt.
Amikor a konstanzi zsinaton XXIII. János ellenpápa mellé állt, Luxemburgi Zsigmond német-római császár kiátkozta őt. A helyi lakosságnak köszönhetően Tirolt sikerült megőriznie, de elvesztette az észak-svájci Aargaut, a Habsburgok ősi birtokát.
1425-től a Tirolon kívüli hatalma is stabilizálódni kezdett. Központját Meranóból Innsbruckba költöztette.
1407. december 24-én elvette Pfalzi Erzsébetet (1381–1408), Rupert német király leányát Innsbruckban, de az asszony a következő évben meghalt.
1411. június 11-én elvette Braunschweig-Göttingeni Annát, Frigyes braunschweigi herceg leányát. Egy fiuk élte csak túl szüleit, Zsigmond.
| Előző uralkodó: IV. Lipót | Tirol (hercegesített) grófja 1411 – 1439 | Következő uralkodó: Zsigmond |